# Sarcopera sessiliflora
Sarcopera sessiliflora är en tvåhjärtbladig växtart som först beskrevs av José Jéronimo Triana och Planch., och fick sitt nu gällande namn av H.G. Bedell. Sarcopera sessiliflora ingår i släktet Sarcopera och familjen Marcgraviaceae. Inga underarter finns listade i Catalogue of Life.